# Escudo de armas del estado Nueva Esparta
El escudo de armas de Nueva Esparta, Venezuela, entró en vigencia según el decreto del gobernador del 20 de octubre de 1917.

## Historia
Según Decreto de fecha 20 de octubre de 1917, el general Juan Alberto Ramírez, Presidente constitucional del Estado Nueva Esparta, ordena adoptar como Escudo de esta Entidad Política el creado por el ciudadano Juan Manuel Velásquez Level y el cual aparece en el Libro “Álbum de Escudos de los Estados”, publicado en 1876.
Según el léxico heráldico, se denomina campo la superficie total e interior de un escudo y cuartel cada una de las partes en que se encuentra éste dividido. El Escudo del estado Nueva Esparta está dividido en dos cuarteles: rojo y azul. 
Emblemas son las representaciones simbólicas colocadas en los cuarteles del escudo. El Escudo de Nueva Esparta ostenta los atributos emblemáticos que se dividen en dos campos horizontales, que lo blasona en los siguientes términos:

Atributos
El Escudo de Armas neoespartano consiste en un contorno compuesto, cortado y filerado de Oro (amarillo). El Cuartel del Jefe esmaltado en Gules (rojo) carga una barca del tipo flechera sumada de siete bustos surgentes de hombre al natural y una bandera en la popa, el todo sobre un mar de plata. El Cuartel de la Punta esmaltado en Azul (azul) trae un collar de perlas al natural con veinticinco piezas. Como ornamentos exteriores, el blasón muestra una pica coronada con un gorro frigio en Gules, nimbado de Oro y entornado por una corona de laureles naturales como timbre y como sostenes un tridente y un remo puestos en aspa y acolados (puestos detrás) al campo; una rama de coral a la diestra y otra de alga marina a la siniestra unidas en su base por un áncora entornada de un tritón.
Semiología
Los esmaltes del contorno y cuarteles del Escudo rememoran la Bandera Nacional de Venezuela. El Primer Cuartel simboliza el valor legendario del pueblo neoespartano y su contribución a la emancipación nacional. El Segundo Cuartel alude a la insularidad del Estado y las perlas: uno de sus productos más importantes de antaño. El gorro frigio simboliza la libertad. La corona de laureles recuerda los gloriosos triunfos que los patriotas neoespartanos obtuvieron en la Guerra de Independencia de Venezuela. El tridente, el remo, el coral, el alga marina, el tritón y el áncora simbolizan la profunda vocación y vinculación marítima del Estado.